# J. J. Wolf
Jeffrey John „J. J.“ Wolf (* 21. Dezember 1998 in Cincinnati, Ohio) ist ein US-amerikanischer Tennisspieler.

## Karriere
Jeffrey John Wolf spielte ab 2015 Turniere auf der Junior-Tour. Dort gewann er bislang zwei Turniere und erreichte eine kombinierte Höchplatzierung des 18. Rangs im Mai 2016. Sein bestes Ergebnis bei einem Junior-Grand-Slam-Turnier war ein Achtelfinale bei den US Open 2016, wo er in drei Sätzen gegen Patrick Kypson verlor. Im Doppel erreichte er bei den French Open im selben Jahr außerdem das Viertelfinale.
Wolf spielte 2016 erstmals auf der Profi-Tour.  Neben seiner Teilnahme am Challenger in Columbus hatte Wolf auch seinen ersten Auftritt auf der ATP World Tour, als er im August 2016 im Doppel der US Open an der Seite John McNallys in der ersten Runde gegen Chris Guccione und André Sá mit 4:6, 4:6 verlor. Im Januar 2019 gewann er seinen ersten Titel auf der Challenger Tour. In Columbus spielte er sich mit einer Wildcard souverän ins Finale und besiegte in drei Sätzen den Dänen Mikael Torpegaard. Durch diesen Erfolg schaffte er den Sprung in die Top 300 der Weltrangliste.

## Erfolge
| Legende (Anzahl der Siege)  |
| Grand Slam                  |
| ATP World Tour Finals       |
| ATP World Tour Masters 1000 |
| ATP World Tour 500          |
| ATP World Tour 250          |
| ATP Challenger Tour (5)     |

### Einzel

#### Turniersiege
| Nr. | Datum             | Turnier      | Belag         | Finalgegner       | Ergebnis        |
| --- | ----------------- | ------------ | ------------- | ----------------- | --------------- |
| 1.  | 13. Januar 2019   | Columbus (1) | Hartplatz (i) | Mikael Torpegaard | 6:74, 6:3, 6:4  |
| 2.  | 17. November 2019 | Champaign    | Hartplatz (i) | Sebastian Korda   | 6:4, 6:73, 7:66 |
| 3.  | 13. Januar 2020   | Nouméa       | Hartplatz     | Yūichi Sugita     | 6:2, 6:2        |
| 4.  | 1. März 2020      | Columbus (2) | Hartplatz (i) | Denis Istomin     | 6:4, 6:2        |
| 5.  | 31. Oktober 2021  | Las Vegas    | Hartplatz     | Stefan Kozlov     | 6:4, 6:4        |

#### Finalteilnahmen
| Nr. | Datum            | Turnier | Belag         | Finalgegner           | Ergebnis |
| --- | ---------------- | ------- | ------------- | --------------------- | -------- |
| 1.  | 16. Oktober 2022 | Florenz | Hartplatz (i) | Félix Auger-Aliassime | 4:6, 4:6 |

## Abschneiden bei Grand-Slam-Turnieren

### Herreneinzel
| Turnier         | 2017 | 2018 | 2019 | 2020 | 2021 | 2022 | 2023 | 2024 | Karriere |
| --------------- | ---- | ---- | ---- | ---- | ---- | ---- | ---- | ---- | -------- |
| Australian Open | —    | —    | —    | Q2   | —    | Q2   | AF   | 1    | AF       |
| French Open     | —    | —    | —    | Q1   | —    | —    | 1    |      | 1        |
| Wimbledon       | —    | —    | —    |      | —    | —    | 2    |      | 2        |
| US Open         | Q1   | —    | Q1   | 3    | Q2   | 3    | 1    |      | 3        |

Zeichenerklärung: S = Turniersieg; F, HF, VF, AF = Einzug ins Finale / Halbfinale / Viertelfinale / Achtelfinale; 1, 2, 3 = Ausscheiden in der 1. / 2. / 3. Hauptrunde; Q1, Q2, Q3 = Ausscheiden in der 1. / 2. / 3. Qualifikationsrunde; nicht ausgetragen

### Junioreneinzel
| Turnier         | 2015 | 2016 | Karriere |
| --------------- | ---- | ---- | -------- |
| Australian Open | —    | —    | —        |
| French Open     | —    | 1    | 1        |
| Wimbledon       | —    | 1    | 1        |
| US Open         | 2    | AF   | AF       |

### Juniorendoppel
| Turnier         | 2015 | 2016 | Karriere |
| --------------- | ---- | ---- | -------- |
| Australian Open | —    | —    | —        |
| French Open     | —    | VF   | VF       |
| Wimbledon       | —    | AF   | AF       |
| US Open         | 1    | 1    | 1        |